# Cyornis pelingensis
El papamoscas de Peleng (Cyornis pelingensis) es una especie de ave paseriforme en la familia Muscicapidae. Hasta 2010 se clasificaba en el género Rhinomyias.

## Distribución y hábitat
Es endémica de las selvas de Peleng, en las islas Banggai (Indonesia).

## Estado de conservación
Se encuentra amenazada por la pérdida de su hábitat natural.